# Tettigonia intermedia
Tettigonia intermedia är en insektsart som först beskrevs av Rao 1980.  Tettigonia intermedia ingår i släktet Tettigonia och familjen dvärgstritar. Inga underarter finns listade i Catalogue of Life.